# Valor residual
Em contabilidade, o valor residual é um termo usado para definir o valor de um ativo que sofre depreciação, ao final de sua vida útil. Por exemplo, assumindo que a vida útil de uma máquina seja de 10 anos, então seu valor residual é o valor esperado desta máquina ao ser vendida depois de passados 10 anos.
Por exemplo: Uma máquina com vida útil estipulada em 5 anos que é adquirida por R$ 60.000.00, aplicada uma taxa de depreciação de 20% a.a. Se a empresa vende este ativo imobilizado no seu quarto ano de utilização, seu valor residual é de R$ 12.000,00 e valor depreciado será de R$ 48.000,00. Um valor residual de 20% significa que apenas os 80% serão depreciados.